# Ernest Hamilton
Ernest Samuel "Ernie" Hamilton (født 17. april 1883 i Montreal, død 19. december 1964) var en canadisk rugby-, ishockey- og lacrossespiller, som deltog OL 1908 i London.
Hamilton spillede oprindeligt både rugby og lacrosse, men det var sidstnævnte sport, han især hævdede sig i. Han deltog i udtagelsesstævner forud for OL i 1908 og blev valgt til det første egentlige landshold i sporten for Canada.
Landsholdet var en succes og blev olympisk mester i lacrosse i 1908 i London. Tre hold var tilmeldt, men Sydafrika trak sig, inden turneringen gik i gang, hvorefter mesterskabet blev afgjort mellem canadierne og det britiske hold. Spillet var ikke helt standardiseret, og der blev spillet efter regler, der var en krydsning mellem de regler, canadierne og briterne kendte. Kampen blev afvekslende med canadierne i front efter de to første quarters med 6-2. Efter pausen spillede briterne bedre og holdt 9-9, hvorved kampen endte 15-11 til canadierne.
Efter OL indstillede flere af guldvinderne karrieren, men Hamilton fortsatte med at spille. Imidlertid blev han udpeget som præsident for Montreal Hockey Club, hvorpå han besluttede at indstille sin karriere i både rugby og lacrosse. I 1912 blev han valgt som præsident for Montreal Lacrosse Team, og han genoptog nu denne sport, både som aktiv og som træner. Året efter trådte han tilbage fra præsidentposten og havde til hensigt helt at stoppe engagementet i lacrosse. Intentionen holdt dog ikke, og han kom snart tilbage på et organisatorisk plan. Han blev på den måde i sporten til op i 1940'erne. Fra 1930'erne og frem var han igen involveret i ishockey på det organisatoriske plan.